# ボクサーズ・ロード
『ボクサーズ・ロード』（BOXER'S ROAD）は、ニューより1995年9月8日に発売されたボクシングを題材にしたPlayStation用のコンピュータゲーム。
オリジナルの選手を作成・育成するシミュレーションゲーム的な要素と、実際の試合でのアクションゲーム要素がある。グラフィックがフルポリゴンで描かれており、特に選手の食事までポリゴンで描かれていることが斬新でよくゲーム雑誌で取り上げられた。有名なメーカーの作品でなかったにもかかわらず40万本というヒットを記録した。続編および関連作品は、GrandPrixが開発している。
2007年7月26日からゲームアーカイブスで配信されている。

## 概要
このゲームは、プレイヤーの分身である主人公を複数のパラメータのデータを元に管理育成し、その主人公をプレイヤー自身で操りスパーリングおよび試合を3Dポリゴン格闘という形でこなして、17歳から36歳までの間にチャンピオンを目指す流れとなっている。年齢は17歳から29歳まで設定可能、ゲームは1週間を1セットに週単位で進行し対戦相手ボクサーの一部には仮名のボクサーが登場しモデルとなるボクサーが存在する。

## ゲームシステム

### ゲームの流れ
プレイヤーはスタート時に氏名、リングネーム、生年月日、年齢、血液型、身長（体重は身長に比例して自動決定される）、顔立ち、トランクスのデザインを決めることができる。なお、一度入力すると変更できない。顔立ち、トランクスに関しては複数の専用グラフィックが用意されている。プレイヤーはまずはプロボクサーになるためにプロテストを受ける所からスタートする。プロテストに受かるとプロボクサーとして活動ができるようになる。プレイヤーにとって理想のスタイルで戦える。パワータイプ、スピードタイプ、スタミナタイプという3種類の代表的なボクサータイプの育成には、毎日のトレーニングや食事を計画的に組んでいく必要がある。
食事内容やトレーニング内容は週の初めに決めて行われ、1週間はこのサイクルで食事やトレーニングが行われる。食事は1日5回までとることができ、トレーニングは9種類用意されている。休憩日を決めたりスパーリングを行うのかどうかも週の初めに決める。
スピードタイプ
体を絞り、全体のスピードを上げる事。食事は脂質の少ないものを選び、エネルギー源である糖質を取るようにする。また、スピードと体重は反比例してしまうので体重の増加はスピードが低下する。パンチの重さと速さも相反している。トレーニングは発汗量の多いロードワークやシャドウを中心に脂肪を落とし、パンチングボールやロープスキッピングにスピードアップの効果が出る。
パワータイプ
パンチ力のパワーをつけるには、筋力と丈夫な足腰。ウェイトリフティングとロードワークは欠かせない。しかし筋肉がつく反面に体重も増える為注意が必要となる。食事ではタンパク質が筋肉の源で、それをトレーニングで筋肉に変える事になる。
スタミナタイプ
打たれ強さやスタミナ効率に重要性が高い。共に上げることで実戦で持久力を発揮するようになる。食事はタンパク質、糖質を多く取ると、豊富なスタミナが養われる。しかし、食事を取り過ぎると脂肪が増えてしまう。脂肪は水分とともに汗として消費される。食事を制限し過ぎるとスタミナが低下する。トレーニングはロードワーク、ロープスキッピング、メディシングボールに効果が出る。

### 食事内容
食事は1日5回までとることができAM7:30、PM12:00、PM3:00、PM7:00、PM11:30のいずれかに設定ができる。1回の食事内容はメイン1、メイン2、サイド、デザート、ドリンクの5種類を設定することができ、それぞれのグループから一つを選んで摂取する。無しにすることもできる。
- メイン1のメニュー

ごはん（普通）、ごはん（大盛り）、トースト、オムライス、カツ丼、牛丼、うな玉丼、ホットケーキ、カレーライス、チャーハン、うどん、スパゲティー
- メイン2のメニュー

さんまの塩焼き、さばのみそ煮、ビーフステーキ、ロースカツ、野菜炒め、レバにら炒め、焼きそば、すき焼き、ハムエッグ、ラーメン、クリームシチュー、ビーフシチュー
- サイドのメニュー

みそ汁、サラダ（小皿）、サラダ（ボウル）、ポテトサラダ、酢のもの、ほうれん草のお浸し、焼きギョーザ、コーンスープ、野菜スープ
- デザートのメニュー

バナナ、オレンジ、メロン、プリン、ヨーグルト、ケーキ、アイスクリーム
- ドリンクのメニュー

ウーロン茶、水、オレンジジュース、牛乳、豆乳、スポーツドリンク、カップスープ、コーヒー、紅茶、コーラ

### トレーニング内容
トレーニングメニューは9種類用意されている。各メニューは一長一短があり、闇雲にこなすだけでは思うような効果が現れないようになっている。トレーニングは1日に9種類することも可能だが疲労がたまり体がもたなくなってしまう。1日にこなせるメニュー4つか5つとなる。
- ロープスキッピング
- 腹筋
- ウエイトリフティング
- ロードワーク
- パンチングボール
- シャドウ
- サンドバッグ
- メディシングボール
- ミット

### VSモード
メモリーカードの育成データを使うことにより対戦プレイが可能になる。
VSモードのルール
- ルールはクラスが低い方に合わせる、たとえば4回戦と6回戦のボクサー同士が拳を交える場合、4回戦のルールで行われる。この場合、試合は4回戦で行われ2度のダウンでKOとなる。
- VSモードでは階級に制限が無く、ストロー級とヘビー級のボクサーが戦うこともできる。

### 試合形式
階級は現実と同じく17階級で行われる。ただ、現実の日本王座は13階級でスーパーミドル級以上の階級は存在しないがゲーム内では行われている。試合形式は4R、6R、8R、10R、12Rで行われ1R3分は実際の時間で計測される。このゲーム内のルールでは計量は契約ウエイト範囲内に入って無いと勝敗を問わず不戦敗になってしまう（足らなくても不戦敗になる）試合判定の分類は次の4種類となる。
- 1. デジション（判定）

ラストラウンドの終了後、審判員の採点結果によって勝敗が決定した場合。
- 2. ドロー（引き分け）

審判員の採点が双方2票に達していない場合。双方同時ダウンでカウント・テンでも立ち上がれない場合。双方が3度目のダウン（4回戦は2度目）をした場合で双方がカウント・テン前に立ち上がった場合。
- 3. ノックアウト（KO）

ダウンして10秒以内に試合を続行できない場合。1R中に3度目のダウン（4回戦は2度目）があった場合。
- 4. テクニカル・ノックアウト (TKO)

ラウンド進行中にタオルを投入した場合。

### 試合中の操作

#### 移動編
試合中の画面は12種類の中から選択できる。プレイヤーの目を通したアングルのほか、上空、リングサイドなどさまざまな視点がある。移動のしかたは、画面視点とは関係なく常に方向キーで上が前進、下が後退、右が右移動、左が左移動になる。また、右前移動、右後ろ移動、左前移動、左後移動にも移動ができ、8方向の移動が可能。方向キーを2回入れるとクイックステップ（移動後に隙ができるがすばやく移動する）で移動ができる。

#### 防御編
- スウェー＆ダッキング

相手のパンチを上半身を後ろにそらすことでよけるのがスウェー、上半身を前に倒して避けるのはダッキング、R2ボタンを押しながら方向キーを入れることで動作が可能。
- ブロック

ブロックは腕自体が防御の役目をしているので、相手のパンチの軌道上に腕があれば自動的に防御状態になり攻撃を防ぐことができるがR1ボタンを押しながら方向キーでブロックする場所を変えることができる。

#### 攻撃編
- ストレート、ジャブ

ストレート、ジャブは敵に向かって一直線にパンチを打ち出す攻撃、その特性から最もリーチがある。ストレートは利き腕で放つパンチ、ジャブは利き腕とは逆のパンチになる。左が□ボタン、右が△ボタンで出すことができる。
- フック

フックはひじでを曲げてサイドから打ち込むパンチ、左が×ボタン、右が○ボタンで出すことができる。
- ジョイント

アッパーとフックの中間くらいの角度から打ち出すパンチ、左がL2ボタン＋□ボタン、右がL2＋△ボタンで出すことができる。
- アッパー

アッパーは下から上に突き上げるパンチで主に接近戦で使用する。左がL2ボタン+×ボタン、右がL2ボタン+○ボタンで出すことができる。
- 必殺ブロー

パラメータのバランスおよび量で会得するパンチ。条件が満たすと会長が教えてくれて使えるようになる。

### タイトル

#### 国内タイトル
- 新人王

新人王戦は4回戦ボクサーのみでトーナメント方式で行われ、決勝まで勝ち進むと6回戦に昇格し、さらに優勝するとTECHNIC（テクニック）のパラメータが3000上がる特典がある。
- PSBCチャンピオン[4]

国内の統括団体PSBCの王座。ランキングは10位まである。

#### 世界タイトル
- NHBAチャンピオン

NHBAが統括する団体の世界王座。ランキングは12位まである。
- IBSチャンピオン

IBSが統括する団体の世界王座。ランキングは12位まである。
- WBSチャンピオン

WBSが統括する団体の世界王座。ランキングは30位まである。
- 世界統一チャンピオン

同じ階級でNHBA、IBS、WBS、王座を同時に保持すると得ることができる。

### 引退
通常はRETIREコマンドで自分の意思で引退するが、以下の条件で強制引退となる
- プロテストに6回続けて落ちた時。
- 4回連続KO(TKO)負けした時。
- ランキング最下位の相手に負けた時。
- 37歳以上で王座についていない時。
- 試合中にダメージを受けライフがなくなった状態で、強烈なパンチを受けてしまいKO負けした場合にごくまれに後遺症が残ってしまい、引退勧告を受けて引退させられてしまう。
- 29歳で入門しプロテストに合格した後、直近3戦の成績が1敗2失格だった時。

## 登場人物

### 丸井ジム会長
丸井周蔵
プレイヤーが所属している丸井ジムの会長、会長はトレーナーも兼任しボクシングが盛り上がっていた時代にボクサーとして活躍。世界ランキングに名を連ねるまでいったがベルトには届かなかった。その夢を若い力に託そうとしてジムを開いたが最近は世界チャンピオンを目指そうと入門者は少なく、ダイエット目的での入門を拒否していたジムは経営危機になってしまった。

### 丸井ジムのスパーリングパートナー
S.KIMURA（木村貞治）17歳 165.5cm Jフェザー級
K.YAMAKI（山木勝義）26歳 168.5cm フェザー級
K.CHISIMA（千島研二）26歳 188.5cm ミドル級
R.AOYAGI（青柳龍太）25歳 180.2cm ヘビー級
I.WATABE（渡部一郎）20歳 167.0cm Jフェザー級
M.DOMON（土門正志）18歳 175.1cm ウェルター級
T.MATUDA（松田敏幸）25歳 177.7cm Jウェルター級
T.YOSIO（吉尾太郎）20歳 180.0cm ミドル級
S.MARUI（丸井舜）18歳 176.5cm ウェルター級、丸井会長の孫である。
S.OGAWA（小川慎一）22歳 178.0cm ミドル級
A.ISOBE（磯辺昭徳）19歳 172.5cm フライ級
H.OHKI（大木寛之）18歳 165.0cm Jフライ級

## 関連作品
- はじめの一歩2 VICTORIOUS ROAD

2004年1月29日発売のPlayStation 2用ソフト（発売元:ESP）。
ボクサーズロードモードを搭載。鴨川ジムに入門したり、漫画のキャラクターとの対戦も可能。
- ボクサーズ・ロード2 ザ・リアル

2006年9月28日発売のPlayStation Portable用ソフト（発売元:アーテイン）。

## 書籍
- ボクサーズロード公式ガイドブック

著者:渋谷 洋一 編集:アスキー出版局 出版:アスペクト 1995年10月20日 初版発行
ISBN 4-89366-427-1